# Okręg Wil
Wil (niem. Wahlkreis Wil) – okręg w Szwajcarii, w kantonie St. Gallen.  
Okręg składa się z sześciu gmin (Gemeinde) o powierzchni 145,24 km² i o liczbie mieszkańców 77 709.

## Gminy
1. Degersheim
2. Flawil
3. Jonschwil
4. Niederbüren
5. Niederhelfenschwil
6. Oberbüren
7. Oberuzwil
8. Uzwil
9. Wil
10. Zuzwil

## Zmiany administracyjne
- 1 stycznia 2013
  - przyłączenie gminy Bronschhofen do miasta Wil